# Rhenanus-Schule
Die Rhenanus-Schule ist eine staatliche kooperative Gesamtschule mit gymnasialer Oberstufe im hessischen Bad Sooden-Allendorf. Namensgeber der Schule ist Johannes Rhenanus.

## Lehrangebot
Die Rhenanus-Schule ermöglicht als kooperative Gesamtschule den Besuch von sowohl Haupt-, als auch Realschule und Gymnasium. Der Gymnasialzweig kann von Klasse 5 bis Klasse 13 durchgängig besucht werden. Schüler ohne Gymnasialempfehlung besuchen zunächst in Klassenstufe 5 und 6 eine gemeinsame Förderstufe, bevor im 7. Schuljahr eine Einstufung in den Haupt- oder Realschulzweig beschlossen wird.
Die Rhenanus-Schule ist Partnerschule des Leistungssports und Schulsportzentrum mit den Schwerpunkten Leichtathletik und Fußball.
Es besteht ein umfassendes schulformübergreifendes Ganztagsangebot mit zahlreichen fachbezogenen, musischen, sportlichen und künstlerischen Wahlmöglichkeiten. Angebote, die nicht aus dem Lehrkörper abgedeckt werden können, wie beispielsweise Imkerei oder Tabletop, werden teilweise von externen Kräften angeleitet.

## Geschichte
Die historischen Wurzeln der Rhenanus-Schule sind einerseits die alte Stadtschule, aus der die spätere Haupt- und Realschule hervorging, und andererseits die höhere Privatschule, aus der sich das Gymnasium entwickelte. Die Stadtschule wurde 1825 eingeweiht und von etwa 440 Kindern besucht. Der Besuch eines Gymnasiums war zu diesem Zeitpunkt nur im benachbarten Eschwege möglich und Schüler mussten über Privatunterricht auf den Wechsel vorbereitet werden. Im Laufe der Zeit entstand deshalb im Ort der Wunsch nach einer Schule, die auf den Besuch eines Gymnasiums hinarbeitete. Vor diesem Hintergrund gründeten am 1. Mai 1898  rund 20 Eltern eine höhere Privatschule für Knaben und Mädchen.

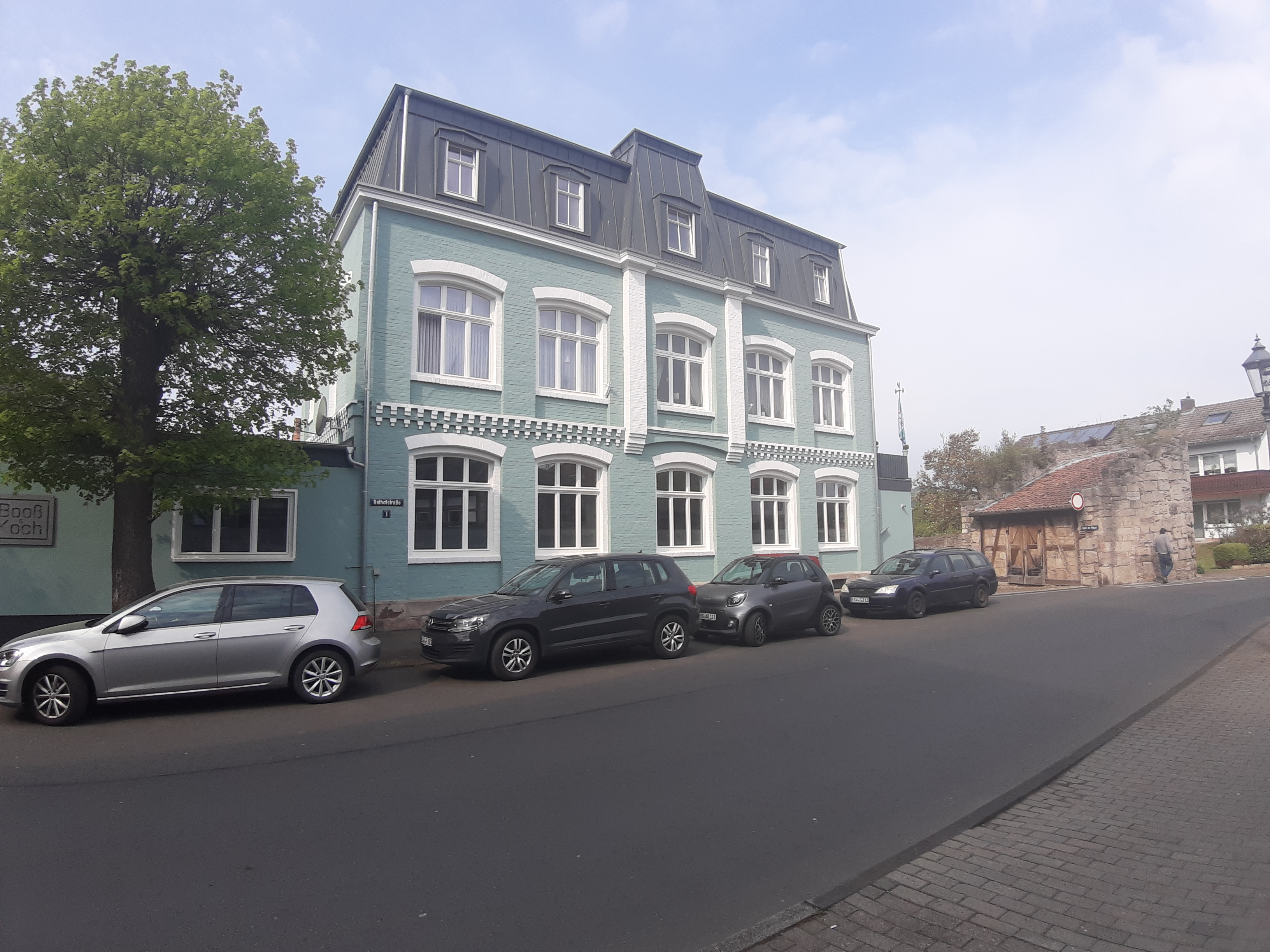
Zwischen 1901 und 1945 war die höhere Schule in diesem Gebäude in der Rathofstraße untergebracht.

Nach dem Ersten Weltkrieg wurde die Privatschule der staatlichen Schulaufsicht im benachbarten Witzenhausen unterstellt. Niedrige Schülerzahlen waren ein dauerhaftes Problem für die Privatschule, da viele Eltern ihre Kinder direkt nach der Grundschule auf auswärtige Gymnasien schickten. Im Jahr 1927 wurde die Privatschule von 56 Schülern besucht. 1937 wurde die Privatschule als „öffentliche höhere Lehranstalt“ anerkannt und der Eschweger Städtischen Oberschule unterstellt (heute: Friedrich-Wilhelm-Schule). Am 1. April 1939 übernahm die Stadt Bad Sooden-Allendorf die Trägerschaft der ehemaligen Privatschule.
Gegen Ende des Zweiten Weltkriegs wurde das Schulgebäude der höheren Lehranstalt durch Beschuss beschädigt. Mit der Besetzung des Ortes durch amerikanische Truppen wurde der Unterricht zunächst eingestellt und die Schule in den Wirren der Nachkriegszeit geplündert. Nach dem Krieg bemühte sich die Stadt, auch bedingt durch steigende Schülerzahlen aufgrund des Zustroms an Heimatvertriebenen, um ein vollwertiges Gymnasium. Zunächst wurde das alte Amtsgericht im Stadtteil Allendorf sowie das angrenzende Hochzeitshaus für schulische Zwecke hergerichtet. Im Herbst 1949 legte der erste Jahrgang bestehend aus 14 Schülern das Abitur ab; die höhere Schule hatte zu diesem Zeitpunkt 314 Schüler.

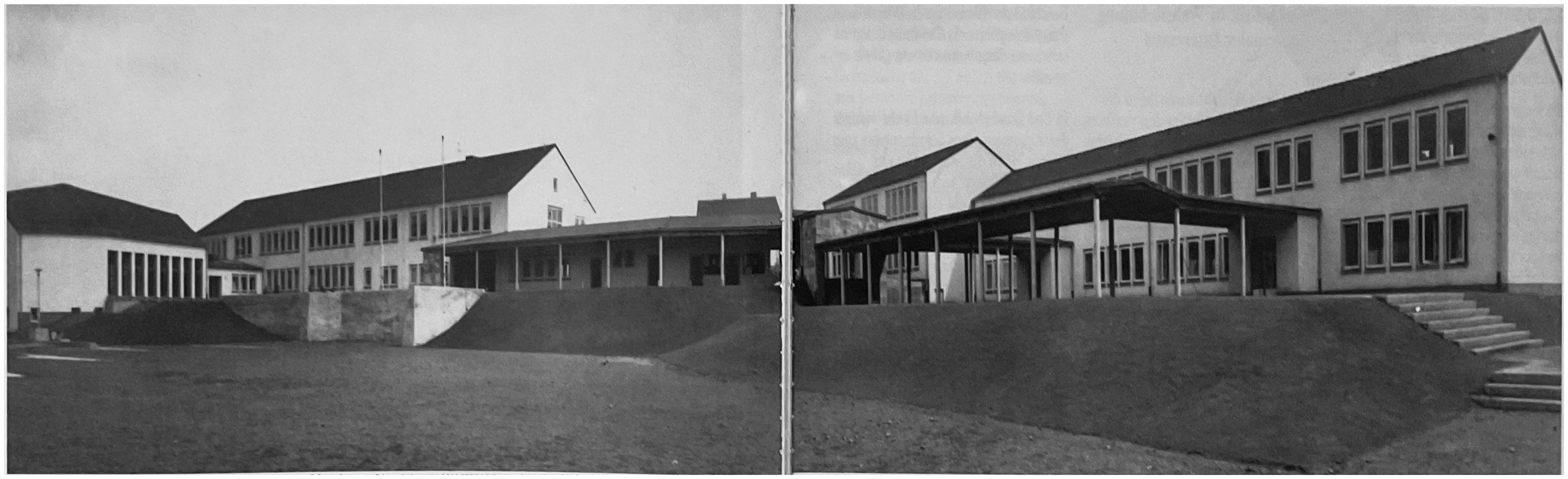
Neubau des Gymnasiums mit Aula (links im Bild) am heutigen Standort (1961)

Aufgrund der schwierigen räumlichen Situation wurde ab 1956 mit dem Bau des heutigen Schulkomplexes vor den Toren der Stadt begonnen. Für Stadtschule und Gymnasium wurden zunächst separate Gebäude errichtet. Geringe Schülerzahlen waren auch weiterhin ein Problem für das Gymnasium, insbesondere da die Stadtschule ab 1951 begonnen hatte, einen Realschulzweig aufzubauen und somit nun eine dritte Wahlmöglichkeit im Ort bestand.
Im Zuge der Bildungsreformen der 60er Jahre (siehe: Bildungsreform#Die bundesdeutsche Bildungsreform der 1960er- und 1970er-Jahre) wurden das Gymnasium und die Stadtschule sukzessive zur heute bestehenden Gesamtschule mit gymnasialer Oberstufe zusammengelegt. 1969 wurde dem Gymnasium als einer von vier Schulen in Hessen die Einrichtung eines Sport-Zweigs durch das Hessische Kultusministerium gestattet. Die eigentliche Gesamtschulgründung erfolgte 1972, mit dem erstmaligen Durchlaufen eines Jahrgangs durch Förderstufe und anschließende Einmündung in die drei anderen Schulzweige. Ab 1974 gab es einen gemeinsamen Direktorenposten für beide Schulen. 1982 wurde der Erweiterungsbau in Betrieb genommen, der die beiden Schulgebäude baulich miteinander verband und unter anderem auch ein gemeinsames Lehrerzimmer für alle Schulformen bot. Um den Bestand der gymnasialen Oberstufe zu sichern, wurde zudem 1971 das Sportinternat Bad Sooden-Allendorf eröffnet und der sportliche Schwerpunkt der Schule durch den Bau großzügiger Sportanlagen massiv gefördert.
Im Schuljahr 2005/2006 wurden zwei Gymnasialklassen mit dem Ziel eines Abitur nach der zwölften Jahrgangsstufe gestartet („G8“). Bereits im Schuljahr 2008/2009 erfolgte ein Wechsel zurück zu einem Abitur nach 13 Schuljahren. 
Ursprünglich lag der sportliche Schwerpunkt der Schule auf Leichtathletik und Basketball. Im Jahr 2017 wurde der Schwerpunkt Basketball jedoch aufgrund der höheren gesellschaftlichen Bedeutung und der damit verbunden größeren Nachfrage durch Fußball ersetzt.
Das Sportinternat stellte den Betrieb 2017 aus finanziellen Gründen ein.

## Ehemalige Schüler
- Dietrich Maus (* 1942), Maler und Grafiker
- Herbert Reyer (* 1949), Archivar
- Gerhard Wörner (* 1952), Geologe und Vulkanologe
- Rudolph Brückner (* 1955), Sportmoderator
- Gerd Nagel (* 1957), Leichtathlet
- Gerald Wagener (* 1961), Unternehmer
- Peter Schomers (* 1962), Basketballspieler und -trainer
- Masaki Morass (* 1979), Fußballtrainer
- Annika Becker (* 1981), Stabhochspringerin
- Pascal Behrenbruch (* 1985), Zehnkämpfer
- Alexandru Bulucz (* 1987), Lyriker und Herausgeber

## Ehemalige Lehrer
- Björn Höcke (* 1972), Politiker (AfD)
- Jörg Möller (* 1963), Japanologe und Sportwissenschaftler